# Creux-de-Genthod
Creux-de-Genthod (fra: Gare de Creux-de-Genthod) – przystanek kolejowy w Genthod, w kantonie Genewa, w Szwajcarii. Znajduje się na linii kolejowej Lozanna – Genewa.

## Linie kolejowe
- Lozanna – Genewa

## Połączenia
Przystanek jest obsługiwany przez pociągi regionalne:
- Lancy-Pont-Rouge - Genewa-Cornavin - Versoix - Coppet

Częstotliwość połączenia wynosi 30 minut w dni powszednie oraz co godzinę w weekendy i święta.